# المجلس الأعلى للحسابات (المغرب)
المجلس الأعلى للحسابات هو مؤسسة دستورية مغربية دورها المساهمة الفعالة في عقلنة تدبير الأموال العامة وتمارس كليا وظيفتها كمؤسسة عليا للرقابة مستقلة بذات الوقت عن السلطة التشريعية والسلطة التنفيذية.

## تاريخ
1960: إحداث اللجنة الوطنية للحسابات، والذي حدد اختصاصها في التأكد من قانونية وشرعية العمليات المضمنة في الحسابات، وكانت تتألف من رئيس يعين من طرف جلالة الملك بناء على اقتراح وزير العدل ومن مفتشي المالية المعينين من قبل وزير المالية، وكانت اللجنة كذلك مطالبة بأن تقدم إلى مجلس النواب تقريرا عن تنفيذ قانون المالية يرفق بقانون التصفية. وتميزت المراقبة التي كانت تمارسها هذه اللجنة على المالية العامة بمحدوديتها بالنظر إلى ضآلة الإمكانيات البشرية والمادية واعتبارا أيضا لكون المراقبة كانت مراقبة محاسبية عليا ذات طبيعة إدارية.
1979: إحداث المجلس الأعلى للحسابات بموجب القانون رقم 79-12، حيث كان مكلف بتأمين المراقبة العليا على تنفيذ قوانين المالية وذلك بمقتضى القانون رقم 79-12، وكان من مهامه التأكد من قانونية عمليات مداخيل ومصاريف الأجهزة الخاضعة لرقابته ومعاقبة عند الاقتضاء كل تقصير في احترام القواعد المنظمة لتلك العمليات. كما كان يراقب تقييم تدبير الأجهزة الخاضعة لرقابته، ويرفع إلى جلالة الملك بيانا عن مجموع أنشطته.
1996: تم الارتقاء بالمجلس الأعلى للحسابات إلى مصاف مؤسسة دستورية في دستور 13 شتنبر 1996، وهكذا فالباب العاشر من الدستور يوضح بأن المجلس الأعلى للحسابات يتولى ممارسة الرقابة العليا على تنفيذ قوانين المالية، فضلا عن ذلك وفي إطار سياسة اللامركزية واللاتركيز الإداري وبغية تحسين تدبير الجماعات المحلية، نص الدستور كذلك على إحداث المجالس الجهوية للحسابات التي كلفها بمراقبة حسابات الجماعات المحلية وهيئاتها وكيفية قيامها بتدبير شؤونها.
2002 : تطبيقا للمقتضيات الدستورية، تم إصدار القانون رقم 99-62 بمثابة مدونة المحاكم المالية بتاريخ 13 يونيو 2002 وهذا القانون المتكون من ثلاثة كتب طبع مرحلة هامة من مسار المجلس الأعلى للحسابات نظرا لأنه حدد بوضوح اختصاصات وتنظيمه وتسييره (الكتاب الأول) والمجالس الجهوية (الكتاب الثاني) وكذا النظام الأساسي لقضاة المحاكم المالية (الكتاب الثالث).
2011: تضمن دستور 2011 عدة مقتضيات جديدة من شأنها تدعيم مكتسبات المحاكم المالية بعد عشر سنوات من الممارسة الواسعة لمراقبة التدبير وتعزيز دور هذه المحاكم في المجالات الهامة المتعلقة بالحكامة العمومية، في هذا السياق، تم الرفع من نشاط نشر التقارير المنجزة من طرف المحاكم المالية، إذ سيعمل المجلس الأعلى للحسابات من الآن فصاعدا على نشر التقارير الخاصة المتعلقة بالمهمات الرقابية المنجزة، فضلا عن التقرير السنوي. كما تم توسيع مجال المساعدة التي يقدمها للشركاء الآخرين. فبالإضافة إلى البرلمان والحكومة، سيتولى المجلس الأعلى للحسابات تقديم المساعدة للسلطة القضائية .
2012: تم تعيين إدريس جطو رئيساً للمجلس الأعلى للحسابات.

## التصريح بالممتلكات
ابتداءً من فبراير 2010، تم إصدار قانون يُجبر جميع الوزراء والبرلمانيين وقضاة المحاكم بتصريح ممتلكاتهم خطياً خلال بداية ولايتهم ثم خلال نهايتها.